# Маурицијуска сова
Маурицијуска сова (лат. Mascarenotus sauzieri), такође позната и као камерунова, созијерова или њутнова сова, изумрла је врста птице из реда сова. Била је ендемична врста за острво Маурицијус из Маскаренског архипелага. Позната је на основу збирке субфосилних костију из мочваре Мар о Сонж, а детаљну скицу направио је 1770. године Де Жосињ. Не мање детаљан опис врсте дао је 1836. године Жилијен Дежарден на основу устрељене јединке, а најранији опис дали су Ван Вестзанен 1602. и Мателијеф 1606. године.

## Таксономија
Ниједан опис сове није забележен између средине 17. и краја 18. века. То је довело до велике конфузије, поготово зато што су кости идентификоване као кости безухе сове или буљине, док слика и опис недвосмислено показују присуство ушних праменова. Тако се дуго времена сматрало да су се на острву појавиле 2 или чак 3 врсте сова.
Наводна "буљина" Tyto newtoni је описана из костију тарзометатарзуса онога што је вероватно била мушка јединка ове врсте, док је тип јединке маурицијуске сове изгледа била кост веће женске птице. Али птица није била ни из рода Strix ни из рода буљина. Уместо тога, маскаренске сове из рода Mascarenotus су највероватније биле аберантни чланови лозе сова из рода Otus. Птица са Маурицијуса била је највећа врста у свом роду, укупне дужине око 60 центиметара. Њено научно име одаје почаст Теодору Созијеру, који је прве кости учинио доступним за научна истраживања.
Године 2018, ДНК студија утврдила је да је правилније маскаренске сове груписати у род Otus. Кладограм испод показује положај маурицијуске сове:
|  | Otus mirus (минданаоски ћук)    |
|  |                                 |
|  | Otus longicornis (лузонски ћук) |
|  |                                 |

|  | Otus insularis (сејшелски ћук) |
|  |                                |
|  | Otus sunia (оријентални ћук)   |
|  |                                |

|  | Otus sauzieri (маурицијуска сова)                                                                                           |
|  | |
|  | Otus pauliani (коморски ћук)                                                                                                |
|  | |
|  | \| \| Otus rutilus madagascariensis (тороторока ћук) \| \| \| \| \| \| Otus rutilus rutilus (мадагаскарски ћук) \| \| \| \| |
|  | |
|  | Otus rutilus madagascariensis (тороторока ћук)                                                                              |
|  | |
|  | Otus rutilus rutilus (мадагаскарски ћук)                                                                                    |
|  | |

|  | Otus rutilus madagascariensis (тороторока ћук) |
|  |                                                |
|  | Otus rutilus rutilus (мадагаскарски ћук)       |
|  |                                                |

|  | Otus insularis (сејшелски ћук) |
|  |                                |
|  | Otus sunia (оријентални ћук)   |
|  |                                |

|  | Otus sauzieri (маурицијуска сова)                                                                                           |
|  | |
|  | Otus pauliani (коморски ћук)                                                                                                |
|  | |
|  | \| \| Otus rutilus madagascariensis (тороторока ћук) \| \| \| \| \| \| Otus rutilus rutilus (мадагаскарски ћук) \| \| \| \| |
|  | |
|  | Otus rutilus madagascariensis (тороторока ћук)                                                                              |
|  | |
|  | Otus rutilus rutilus (мадагаскарски ћук)                                                                                    |
|  | |

|  | Otus rutilus madagascariensis (тороторока ћук) |
|  |                                                |
|  | Otus rutilus rutilus (мадагаскарски ћук)       |
|  |                                                |

|  | Otus mirus (минданаоски ћук)    |
|  |                                 |
|  | Otus longicornis (лузонски ћук) |
|  |                                 |

|  | Otus insularis (сејшелски ћук) |
|  |                                |
|  | Otus sunia (оријентални ћук)   |
|  |                                |

|  | Otus sauzieri (маурицијуска сова)                                                                                           |
|  | |
|  | Otus pauliani (коморски ћук)                                                                                                |
|  | |
|  | \| \| Otus rutilus madagascariensis (тороторока ћук) \| \| \| \| \| \| Otus rutilus rutilus (мадагаскарски ћук) \| \| \| \| |
|  | |
|  | Otus rutilus madagascariensis (тороторока ћук)                                                                              |
|  | |
|  | Otus rutilus rutilus (мадагаскарски ћук)                                                                                    |
|  | |

|  | Otus rutilus madagascariensis (тороторока ћук) |
|  |                                                |
|  | Otus rutilus rutilus (мадагаскарски ћук)       |
|  |                                                |

|  | Otus insularis (сејшелски ћук) |
|  |                                |
|  | Otus sunia (оријентални ћук)   |
|  |                                |

|  | Otus sauzieri (маурицијуска сова)                                                                                           |
|  | |
|  | Otus pauliani (коморски ћук)                                                                                                |
|  | |
|  | \| \| Otus rutilus madagascariensis (тороторока ћук) \| \| \| \| \| \| Otus rutilus rutilus (мадагаскарски ћук) \| \| \| \| |
|  | |
|  | Otus rutilus madagascariensis (тороторока ћук)                                                                              |
|  | |
|  | Otus rutilus rutilus (мадагаскарски ћук)                                                                                    |
|  | |

|  | Otus rutilus madagascariensis (тороторока ћук) |
|  |                                                |
|  | Otus rutilus rutilus (мадагаскарски ћук)       |
|  |                                                |

## Изумирање
Маурицијуска сова била је највећа месождерка на острву пре почетка насељавања људи. Тако, за разлику од других локалних врста птица, није била много погођена увођењем предатора као што су мачке, пацови и макаки. Током 1830-их, изгледа да врста није била неуобичајено пронађена у југоисточном делу острва, између Сујака и Монтањ Бамбуса источно од Кјурпајпа, са последњим сведочанствима која се односе на неколико сусрета 1837. године. Ипак, како је узгој шећерне трске и чаја захватио станиште ове птице, у комбинацији са несмотреним пуцањем, брзо је нестала. Године 1859. Кларк је написао да је птица изумрла.